# 彗核

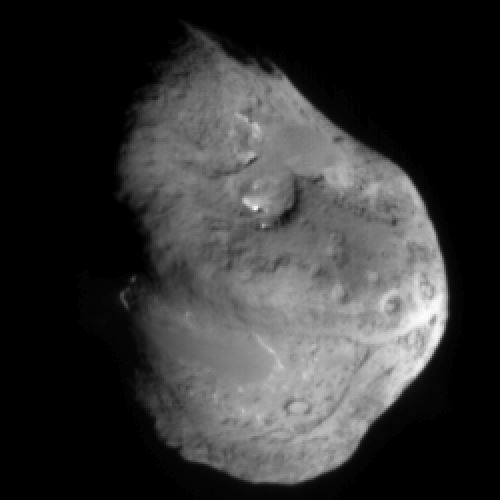
坦普尔1号彗星的彗核。

彗核通常被認為是彗星中心的固體部份，核心是由岩石、塵埃和冰凍的氣體組合成的一顆小行星。當被太陽加熱時，氣體昇華或是被點燃，成為環繞在核心周圍的大氣層，稱為彗髮。由太陽的輻射壓和太陽風施加在彗髮的力量導致一條極大且背向太陽彗尾。
因為有些彗星曾無緣無故的分裂開來，因此天文學家相信彗核是易碎的。
多數彗星的彗核直徑被認為大約或小於10英哩（16公里），但是，我們已經知道的彗星直徑從100米到40公里都有。
哈雷彗星的核像馬鈴薯（16×8×8），由等量的冰和塵埃組成，而冰的80%是水冰，15%是一氧化碳，其餘的幾乎都是二氧化碳、甲烷和氨。科學家相信其他彗星的化學成分也類似哈雷彗星。哈雷的彗核是極度的攸黑，天文學家相信，或許其他彗核也是，覆蓋在大部分是冰核心外面的是塵埃和岩石組成的黑色外殼，只有當彗星外殼上的孔洞朝向太陽時，內部才會被陽光加溫，氣體才會被釋放出來。
在2001年，當深空1號太空船飛越過包瑞利彗星時，發現他的彗核（8×4公里）大約是哈雷彗星的一半大。包瑞利彗核的形狀也像是馬鈴薯，並且表面也是黑暗的。也像哈雷一樣，包瑞利彗星只有在外殼的孔洞暴露在陽光下時，才會有一小部分的區域釋放出氣體。
海爾-波普彗星的彗核直徑估計在30-40公里之間，因為他的彗核特別大，能釋放出大量的氣體和塵埃，使得海爾波普在裸眼的觀察下顯得特別明亮。
维尔特二号彗星的彗核直徑大約5公里，
P/2007 R5的彗核直徑大約在100-200米，

## 外部連結
- Nucleus of Halley's Comet （页面存档备份，存于）（16x8x8 km）
- Nucleus of Comet Wild 2 （页面存档备份，存于）（5.5x4.0x3.3 km）